# Gibril Ibrahim

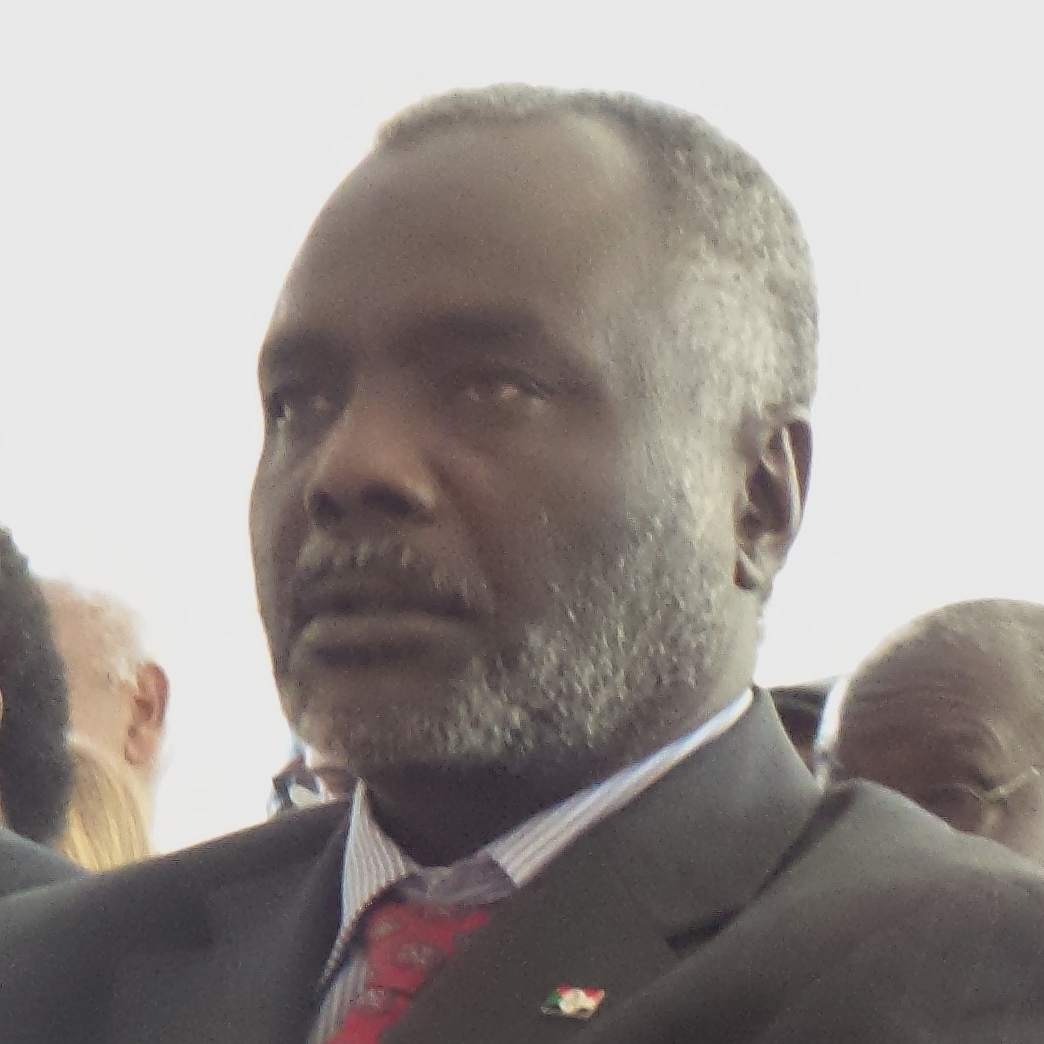

Gibril Ibrahim Mohammed (em árabe: جبريل إبراهيم محمد) é um político sudanês, líder do Movimento Justiça e Igualdade. Foi escolhido para substituir seu irmão, Khalil, em 26 de janeiro de 2012, após sua morte em um ataque aéreo da Força Aérea Sudanesa no norte de Cordofão em dezembro de 2011.

## Biografia
Ibrahim nasceu em 1 de janeiro de 1955 em al-Tina, Darfur do Norte, no que era então a colônia do Sudão Anglo-Egípcio. Seu pai morreu quando ele tinha quatro anos. Ibrahim estudou graduação na Universidade de Cartum, antes de deixar o Sudão aos 25 anos.
Ibrahim recebeu uma bolsa de estudos no Japão, onde passou sete anos, concluindo seu mestrado e doutorado em economia, tornando-se fluente em japonês. Mais tarde regressou ao Sudão, antes de partir novamente para Dubai em 2000 devido à sua oposição ao governo. Em Dubai, atuou como Assessor Econômico do Movimento Justiça e Igualdade por seis anos, antes de viajar para o Reino Unido em 2006 para atuar como Secretário de Relações Exteriores do Movimento Justiça e Igualdade.
Anteriormente lecionou como professor universitário e fez parte da equipe de negociação do Movimento Justiça e Igualdade nas negociações de paz fracassadas em Abuja e Doha.
Ibrahim foi Ministro das Finanças de fevereiro de 2021 a outubro de 2021. O cargo foi-lhe atribuído no âmbito de um acordo de apoio ao golpe militar de 25 de outubro de 2021. Durante seu mandato, demonstrou má gestão econômica e suas práticas de malversações levaram ao agravamento da deterioração da situação financeira do país.